# Вукосављевица
Вукосављевица је насељено место у саставу општине Шпишић Буковица у Вировитичко-подравској жупанији, Република Хрватска.

## Историја
До територијалне реорганизације у Хрватској налазила се у саставу старе општине Вировитица.

## Становништво
На попису становништва 2011. године, Вукосављевица је имала 679 становника.

## Попис1991.
На попису становништва 1991. године, насељено место Вукосављевица је имало 790 становника, следећег националног састава:
| Попис 1991.‍  | Попис 1991.‍  | Попис 1991.‍ | Попис 1991.‍ | Попис 1991.‍ |
| ------------ | ------------ | ----------- | ----------- | ----------- |
|              |              |             |             |             |
| Хрвати       | Хрвати       |             | 766         | 96,96%      |
| Срби         | Срби         |             | 4           | 0,50%       |
| Југословени  | Југословени  |             | 3           | 0,37%       |
| Мађари       | Мађари       |             | 2           | 0,25%       |
| Македонци    | Македонци    |             | 1           | 0,12%       |
| Словенци     | Словенци     |             | 1           | 0,12%       |
| неопредељени | неопредељени |             | 3           | 0,37%       |
| непознато    | непознато    |             | 10          | 1,26%       |
| укупно: 790  |              |             |             |             |